# Langholz (Vöcklatal)
Koordinaten: 47° 58′ 29″ N, 13° 22′ 18″ O
Das Langholz ist ein Wald am Rand in der Grenzregion Salzburg zu Oberösterreich. Er stellt auch eine Ortslage der Gemeinde Straßwalchen im Bezirk Salzburg-Umgebung dar.

## Geographie
Der Wald befindet sich zwischen Straßwalchen und Frankenmarkt, 7½ Kilometer östlich des Ersteren und 3½ Kilometer westlich von Zweitem. Er erstreckt sich auf etwa drei Kilometer an Nössenbach und Eisbach bis nördlich an den Weinbach, auf Höhen um 540–580 m ü. A. Der Wald gehört zu der Pass- und Pfortenlandschaft zwischen dem Alpenrand der Mondseer Flyschbergen (Salzkammergut-Berge) im Süden und dem Hausruck-und-Kobernaußerwald-Zug des Alpenvorlandes im Norden, die Straßwalchener Raum in das Vöcklatal leitet.
Hier liegt mitten im Wald auch das Haus Strasser (Haslach 7, 569 m ü. A.) direkt an der Landesgrenze. Es ist das einzige Haus der im Ortsverzeichnis geführten zerstreuten Häuser Langholz der Gemeinde Straßwalchen. Es ist die östlichste Ansiedlung des nördlichen Flachgaues.
Durch den Wald verläuft die Westbahn, von Wien kommend kurz vor der Haltestelle Pöndorf.
| Volkerding (Gem. Pöndorf, Bez. Vöcklabruck, OÖ)                     | Untermühlham Matzelröth (beide Gem. Pöndorf, Bez. Vöcklabruck, OÖ)  | Weinbach (Gem. Pöndorf, Bez. Vöcklabruck, OÖ)                          |
| Haslach Zagling (beide Gem. Straßwalchen, Bez. Salzburg-Umg., Sbg.) | Kompassrose, die auf Nachbargemeinden zeigt                         | Schwaigern (Gem. Pöndorf u. Weißenkirchen i. A., Bez. Vöcklabruck, OÖ) |
| Rilling (Gem. Straßwalchen, Bez. Salzburg-Umg., Sbg.)               | Schwendt Schlag (beide Gem. Straßwalchen, Bez. Salzburg-Umg., Sbg.) |                                                                        |

## Geschichte
Im Langholz fand in den 1960ern ein Befall mit dem Rotköpfigen Tannentriebwickler statt. Hier waren seinerzeit über 300 Hektar befallen.

## Nachweise
- 50335 – Straßwalchen. Gemeindedaten der Statistik Austria

1. ↑  Diejenige des ganzen Flachgaues ist Burgau am Attersee (Gem. St. Gilgen)
2. ↑  H. Schmutzenhofer: Eine Massenvermehrung des Rotköpfigen Tannentriebwicklers (Zeiraphera rufimitrana H.S.) im  Alpenvorland (nahe Salzburg). Mitteilungen der Forstlichen Bundesversuchsanstalt, Nr. 149, Wien 1983 (eingeschränkte Vorschau in der Google-Buchsuche).